# جمعية العائلة البوسنية
جمعية العائلة البوسنية (بالبوسنوية: Udruženje Bosanska Familija)‏ المعروفة باسم بوسفام (بالبوسنوية: Bosfam)‏ هي منظمة غير حكومية تقدم المساعدة النفسية والاجتماعية والاقتصادية للنساء المتضررات من حرب البوسنة والهرسك 1992-1995. تأسست في مايو 1995 من قبل نساء يشاركن في مشروع منظمة أوكسفام البريطانية النفسي والاجتماعي لدعم النساء البوسنيات المشردات داخليا. في مايو 1995 نشرت منظمة أوكسفام أحد موظفيها المحليين منيرة بيبا حاجيتش لتنسيق ودعم إنشاء منظمة غير حكومية محلية خارج مشروع دعم المرأة الناجح الممول من الاتحاد الأوروبي. كما دعمت أوكسفام السيدة حاجيتش للسفر إلى مؤتمر الأمم المتحدة للمرأة في بكين في عام 1995.

## المهمة
تأسست بوسفام في توزلا شمال شرق البوسنة والهرسك كمشروع لدعم النساء البوسنيات المشردات بغض النظر عن العمر أو الدين أو الخلفية العرقية أو التعليم. تتمثل مهمة بوسفام في مساعدة النساء البوسنيات المتضررات من الحرب وأسرهن على اكتساب الاستقرار النفسي والاجتماعي والاقتصادي بينما يكافحن ضد الصدمات والفقر والبؤس. تعمل بوسفام على مبادئ الإنسانية والحياد والاستقلال والطوعية.

## التاريخ
اتسمت حرب البوسنة والهرسك 1992-1995 بالتطهير العرقي والتهجير القسري. وطرد آلاف البوشناق المسلمين من ديارهم في سريبرينيتشا والمناطق المجاورة ووصلوا إلى مراكز جماعية مزدحمة في بلدة توزلا.
في 1993-4 بدأت الوكالة الدولية للإغاثة والتنمية من بين مشاريع أخرى (بما في ذلك دعم الأشخاص ذوي الإعاقة ومنظماتهم والتدخلات النفسية والاجتماعية وتوزيعات الإغاثة) مشروع أركان الحياكة في المراكز الجماعية لتزويد النساء النازحات بالمهن والعمل وفرصة للالتقاء ليتضامن ويدعمن بعضهن البعض. تم تطوير هذا إلى مشروع «إشعاع» أو «ورش عمل» مع أنشطة مثل الحياكة والحياكة المقدمة في مساحة بديلة جنبا إلى جنب مع فرصة للالتقاء والدردشة وتبادل الخبرات والمشاركة في جلسات إرشاد جماعية ميسرة. أدرك المشروع أنه في نفس الوقت الذي يستوعب فيه الصدمة الناتجة عن تجاربهن الأخيرة احتاجت النساء النازحات إلى فرص للنشاط الاقتصادي لإعالة أسرهن.
ظلت منظمة أوكسفام في البوسنة والهرسك مع تصاعد الحرب وطوال الفترة المتبقية من الصراع وما بعده واستمرت في دعم تطوير بوسفام طوال هذه الفترة. في عام 1995 خصصت أوكسفام أحد موظفيها الوطنيين منسقة المشروع منيرة حاجيتش التي كانت هي نفسها امرأة نازحة داخليا (من سريبرينيتشا) لدعم تطوير مشروع ورش العمل إلى منظمة غير حكومية محلية.
اجتمعت النساء المشاركات في مشروع ورش العمل وأنشأت منظمة محلية واختارت اسم «بوسفام» الذي اشتق اسمه من العائلة البوسنية. كان الهدف هو دعم جميع النساء النازحات داخل البوسنة والهرسك اللاتي يحتجن إلى المساعدة.
ظلت منيرة حاجيتش في منصب منسقة بوسفام بمجرد مغادرة منظمة أوكسفام البريطانية للبوسنة والهرسك بعد عدة سنوات من انتهاء الصراع. اليوم غالبية أعضاء بوسفام هن من النساء اللاتي فقدن أقاربهن الذكور في مذبحة سريبرينيتشا في يوليو 1995 حيث قتل أكثر من 8000 رجل وصبي مسلم على أيدي جنود صرب البوسنة بقيادة الجنرال راتكو ملاديتش.
لا تزال أهداف وأنشطة بوسفام تشمل تقديم الدعم النفسي والاجتماعي للنساء البوسنيات المصابات بصدمات نفسية من الحرب وفقدان أحبائهن ومساعدتهن في فرص توليد الدخل. وقد تم توسيعها لتشمل مساعدة النساء النازحات على العودة إلى ديارهن في سريبرينيتشا ودعم الجهود المبذولة لتحقيق العدالة لضحايا مذبحة سريبرينيتشا.

## المشاريع

### الحرف اليدوية

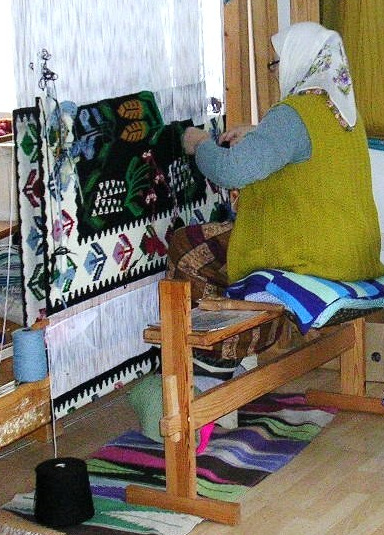
نسيج بوسفام.

تقوم أكثر من 60 امرأة من بوسفام بنسج السجاد البوسني التقليدي والسترات الصوفية والأوشحة والملابس الكروشيه وأدوات الديكور المنزلي. تُباع هذه المنتجات عبر الإنترنت وكذلك في بازار بوسفام في توزلا. بالإضافة إلى توفير مصدر دخل للمرأة تلعب الحرف اليدوية الماهرة دور مهم في شفاء العقل والجسم والاسترخاء وإعادة التمركز. إن مجرد التجمع على أساس يومي للنسيج والتماسك يوفر للنساء المتأثرات بالحرب دعم عاطفي ونفسي كبير ويجعل حياتهن أكثر احتمالا.

### لحاف نصب سريبرينيتشا التذكاري

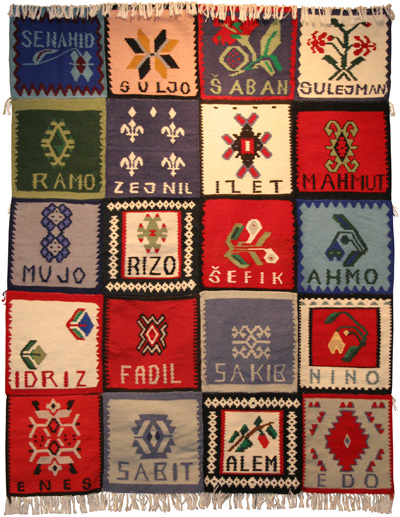
اللحاف.

في عام 2007 أطلقت بوسفام مشروع لحاف نصب سريبرينيتشا التذكاري. في إطار هذا المشروع نسجت نساء بوسفام ألحفة كبيرة مكونة من لوحات فردية كل منها تخليدا لذكرى قتيل أو مفقود خلال مذبحة سريبرينيتشا في يوليو 1995. تحتوي الألحفة على أسماء الضحايا بينما يوفر موقع بوسفام الإلكتروني أسماء هؤلاء الأفراد وصور ومعلومات موجزة عن السيرة الذاتية وتاريخ ومكان الدفن إذا تم التعرف على الجثة ودفنها. والسبب من وراء هذا التركيز على الأفراد هو تقديم الهوية للضحايا والتصدي لظاهرة تقليص عدد ضحايا المجازر إلى مجرد أعداد. قامت بوسفام بنسيج 15 لحاف تذكاري لإحياء ذكرى ما يقرب من 300 ضحية قبل الذكرى السنوية الخامسة عشرة لمذبحة سريبرينيتشا في 11 يوليو 2010. وتعتبر مؤسسة بوسفام أن اللحاف «مملوك» لجميع البوسنيين الذين تضرروا من مذبحة سريبرينيتشا.
الهدف من هذه الألحفة ليس فقط تكريم الموتى والمفقودين ولكن أيضا لتكون بمثابة أداة فعالة للتغيير الاجتماعي - للحفاظ على ذكرى المذبحة حية والمطالبة بالمساءلة عن الفظائع في سريبرينيتشا والمساهمة في جهود إعادة بناء سريبرينيتشا ودعم العائدين. تم عرض الألحفة في عشرات المعارض والفعاليات في أوروبا وأمريكا الشمالية بمساعدة مشروع المناصرة شريك بوسفام ومقره واشنطن لزيادة الوعي بالمأساة في سريبرينيتشا ولتكون بمثابة أداة للدفاع عن حقوق الإنسان. والأهم من ذلك أنه تم استخدام أحد الألحفة في المحكمة الجنائية الدولية ليوغوسلافيا السابقة ومقرها لاهاي للضغط في محاكمة رادوفان كاراديتش الرئيس السابق لصرب البوسنة.

### الحب في التطريز

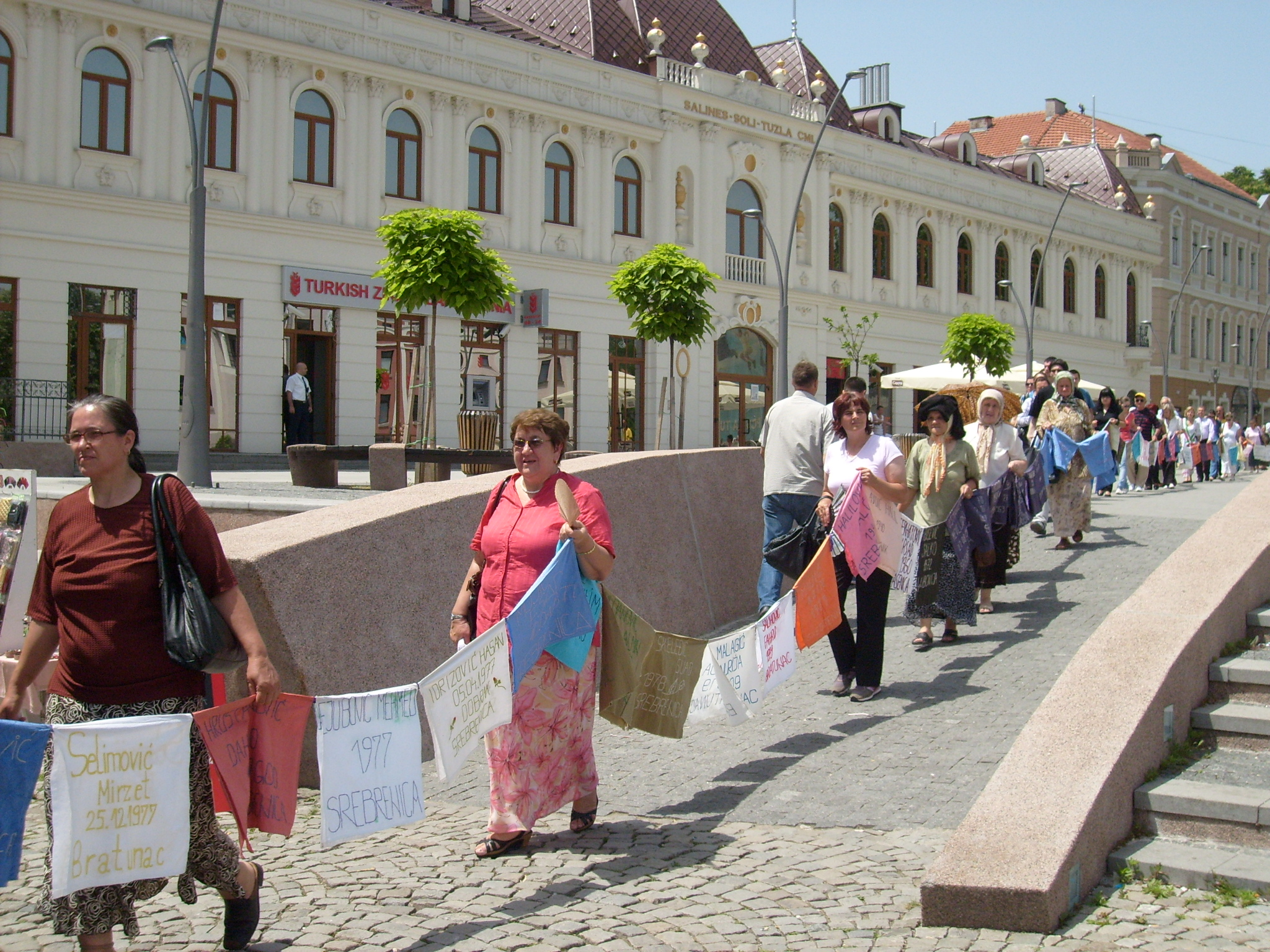
مظاهرة سلمية في توزلا باستخدام الوسائد التي صنعتها بوسفام.

في عام 1996 بدأت بوسفام مشروع الحب في التطريز لصنع وسادة مطرزة لكل شخص مفقود تحتوي على اسمه وتاريخ ميلاده وبلدته. صنعت نساء بوسفام حتى الآن آلاف الوسائد التي تستخدم في مظاهرة سلمية في الحادي عشر من كل شهر - ترمز إلى سقوط سريبرينيتشا في 11 يوليو 1995 - لإظهار ضخامة مأساة سريبرينيتشا ويطالبن بالمساءلة عن الجرائم الجماعية. يقام الاحتجاج السلمي الشهري في وسط توزلا ويشارك فيه أكثر من 100 شخص من أقارب الضحايا وممثلي المنظمات غير الحكومية وأعضاء آخرين في المجتمع.

### مركز الاستشارة في سريبرينيتشا
تعمل بوسفام حاليا على افتتاح مركز استشاري في سريبرينيتشا. سيقدم مركز بوسفام الجديد هذا المشورة القانونية للعائدين ويوفر ورش عمل مختلفة للنساء. تقول بيبا حاجيتش مديرة بوسفام الآن إن النساء الناجيات من مذبحة سريبرينيتشا غالبا ما يُساء فهمهن على أنهن ضحايا سلبيات يجلسن وينتظرن المساعدة الأجنبية. مهمة هذا المركز الجديد هي تحدي هذا التصور الخاطئ ورفع صوت النساء المتعلمات والمتحمسات وإظهار أن الناجيات من سريبرينيتشا لسن مجرد ضحايا سلبيات ولكن يمكن أن يكن مؤيدات نشطات للتغيير الاجتماعي.